# Episodi di Empire (quinta stagione)
La quinta stagione della serie televisiva Empire è stata trasmessa negli Stati Uniti per la prima volta dall'emittente Fox dal 26 settembre 2018 all'8 maggio 2019.
In Italia, la stagione è andata in onda in prima visione satellitare su Fox Life, canale a pagamento della piattaforma Sky, dal 7 ottobre 2018 al 23 maggio 2019.
| n° | Titolo originale                       | Titolo italiano                        | Prima TV USA      | Prima TV Italia  |
| -- | -------------------------------------- | -------------------------------------- | ----------------- | ---------------- |
| 1  | Steal from the Thief                   | Rubare ai ladri                        | 26 settembre 2018 | 7 ottobre 2018   |
| 2  | Pay for Their Presumptions             | Pregate per la loro arroganza          | 3 ottobre 2018    | 14 ottobre 2018  |
| 3  | Pride                                  | Orgoglio                               | 10 ottobre 2018   | 21 ottobre 2018  |
| 4  | Love All, Trust a Few                  | Ama tutti, fidati di pochi             | 17 ottobre 2018   | 28 ottobre 2018  |
| 5  | The Depth of Grief                     | La profondità del dolore               | 31 ottobre 2018   | 11 novembre 2018 |
| 6  | What Is Done                           | Ciò che è fatto                        | 7 novembre 2018   | 18 novembre 2018 |
| 7  | Treasons, Stratagems, and Spoils       | Tradimenti, stratagemmi e danni        | 14 novembre 2018  | 25 novembre 2018 |
| 8  | Master of What Is Mine Own             | Padrone di ciò che è mio               | 28 novembre 2018  | 9 dicembre 2018  |
| 9  | Had It from My Father                  | Ereditato da mio padre                 | 5 dicembre 2018   | 16 dicembre 2018 |
| 10 | My Fault Is Past                       | La mia colpa è il passato              | 13 marzo 2019     | 4 aprile 2019    |
| 11 | In Loving Virtue                       | Con affetto                            | 20 marzo 2019     | 4 aprile 2019    |
| 12 | Shift and Save Yourself                | Cambiati e salvati                     | 27 marzo 2019     | 11 aprile 2019   |
| 13 | Hot Blood, Hot Thoughts, Hot Deeds     | Sangue caldo                           | 3 aprile 2019     | 18 aprile 2019   |
| 14 | Without All Remedy                     | Senza alcun rimedio                    | 10 aprile 2019    | 25 aprile 2019   |
| 15 | A Wise Father That Knows His Own Child | Un padre saggio che conosce suo figlio | 17 aprile 2019    | 2 maggio 2019    |
| 16 | Never Doubt I Love                     | Non dubitare del mio amore             | 24 aprile 2019    | 9 maggio 2019    |
| 17 | My Fate Cries Out                      | Il mio destino urla                    | 1º maggio 2019    | 16 maggio 2019   |
| 18 | The Roughest Day                       | Il giorno più difficile                | 8 maggio 2019     | 23 maggio 2019   |